# Diogmites obscurus
Diogmites obscurus är en tvåvingeart som beskrevs av Carrera 1949. Diogmites obscurus ingår i släktet Diogmites och familjen rovflugor. Inga underarter finns listade i Catalogue of Life.